# Наради місій УНР
Нарада послів і голів дипломатичних місій УНР (1919-1920) – організаційна форма обговорення актуальних питань зовнішньої політики Української Народної Республіки та забезпечення взаємодії українських представництв у зарубіжних країнах щодо реалізації пріоритетних завдань дипломатичної служби. Започатковані в червні–серпні 1919. Проведення нарад зумовлене низкою об'єктивних і суб'єктивних чинників.
- По-перше, постійні зміни місця перебування Уряду УНР (Вінниця, Проскурів (нині м. Хмельницький), Рівне, Кам'янець-Подільськ (нині м. Кам'янець-Подільський)) ускладнювали його зв'язок через профільне відомство із зарубіжними дипломатичними представництвами, послаблювали контроль за їхньою діяльністю, що, у свою чергу, позначалося на міжнародному іміджі держави.
- По-друге, відсутність формального визнання дипломатичних представників УНР країнами їхньої акредитації змушувала урізноманітнювати діяльність (передусім – інформаційну задля пропаганди української ідеї) й зумовлювала потребу в спільних консультаціях.
- По-третє, напружена військово-політ. ситуація в низці європ. країн після завершення Першої світової війни не сприяла тісній взаємодії українських посольств і дипломатичних місій, що перешкоджало повноцінному втіленню зовнішньополітичної концепції УНР.

Першу нараду (18–22 червня 1919, Відень) провів міністр закордонних справ УНР В.Темницький з огляду на перебування в австрійській столиці радника Надзвичайної дипломатичної місії УНР на Паризькій мирній конференції С.Томашівського. У зустрічі взяли участь посли УНР (В.Липинський) та ЗУНР (В.Сінгалевич) в Австрії, М.Василько (голова Надзвичайної дипломатичної місії УНР у Швейцарії), М.Порш (посол УНР в Німеччині), Д.Левицький (голова Надзвичайної дипломатичної місії УНР в Данії). Учасниками зібрання були радники М.Здерковський та А.Жук. Учасники наради обговорили основні пріоритети зовнішньої політики УНР. Нарада підтвердила незмінність зовнішньополітичного курсу Директорії, осн. принципами якого залишалися соборність і державна незалежність усіх українських земель. Нарада послів визнала за необхідне позбутися будь-якої залежності від Польщі. Натомість як "природний союзник" розглядалася Німеччина, визнавалася потреба в тісніших контактах з Угорщиною та Чехословаччиною.
6–14 серпня 1919 В.Темницький зібрав другу нараду послів і голів дипломатичних місій УНР в Карлсбаді (нині м. Карлові Вари, Чехія). У нараді взяли участь радник міністра А.Жук, посол УНР у Німеччині М.Порш, голови надзвичайних дипломатичних місій УНР М.Славинський (у Чехословаччині), А.Яковлів (у Нідерландах та Бельгії), Д.Левицький (у Данії), К.Лоський (у Швеції та Норвегії), радник місії у Великій Британії Я.Олесницький, радник посольства в Австрії В.Полетика, голова місії у Фінляндії М.К.Залізняк, уповноважений представник держ. секретаря ЗОУНР О.Бурачинський, голова місії ЗОУНР в Будапешті Я.Біберович, голова делегації ЗОУНР на Паризькій мирній конференції і держ. секретар закордонних справ ЗУНР В.Панейко, голова дипломатичної місії ЗОУНР в Австрії В.Сінгалевич. 12 засідань наради були присвячені обговоренню питань організації та координації діяльності дипломатичних представництв, пріоритетів зовн. і внутр. політики УНР, її позиції у світі. З ключовими доповідями виступили міністр В.Темницький (щодо загальних проблем внутр. і зовн. політики УНР), радник посольства у Берліні Р.Смаль-Стоцький (про внутр. політику УНР), член місії УНР на Паризькій мирній конференції В.Панейко (про діяльність делегацій УНР та ЗОУНР на конференції). Каменем спотикання стало питання про суперечності в зовн. політиці УНР та ЗОУНР. Ситуацію, що склалася, В.Темницький охарактеризував як існування 2-х "зовнішніх політик". Резолюція наради орієнтувала на чіткішу координацію діяльності дипломатичних установ. Згідно з рішенням наради, змінювалися також акценти в зовн. політиці, першочергового значення набували відносини з найближчими сусідами (Польщею, Румунією, Чехословаччиною), Італією та новими д-вами, що виникли внаслідок розпаду Російської імперії (Естонією, Литвою, Латвією, Грузією).
Невдовзі після проведення наради В.Темницький залишив посаду, але потреба в проведенні таких зібрань залишалася актуальною. Наступну, неофіц. нараду керівників дипломатичних представництв зумовила інформація про підготовку й підписання Варшавського договору між УНР та Річчю Посполитою (квітень 1920; див. Варшавський договір 1920). Після появи в пресі повідомлень про підготовку Варшавського договору між Ю.-К.Пілсудським та С.Петлюрою укр. дипломати зібралися в приміщенні надзвичайної дипломатичної місії УНР у Відні. Думки послів щодо угоди були кардинально протилежними. Більшість вважала договір "політично-дипломатичним успіхом", інші вбачали його невигідність через значні територіальні й екон. поступки Польщі. Неофіційна нарада ухвалила відрядити К.Мацієвича, О.Шульгіна (представників більшості) та М.Ґалаґана (від меншості) до Варшави з метою з'ясування точного змісту договору та майбутнього напряму політики уряду УНР. Таким чином, квітневу нараду послів, попри відсутність на ній вищого кер-ва МЗС УНР, можна вважати черговим зібранням. Однак наступник В.Темницького – А.Лівицький попри ініціативи "знизу" офіційно наради не скликав.
Наступна нарада послів і голів дипломатичних місій УНР відбулася 18–20 серпня 1920 у Відні за головуванням нового міністра закордонних справ УНР, призначеного 25 травня 1920 – А.Ніковського. Гол. мета зібрання полягала в обговоренні нового курсу зовн. політики УНР та завдань укр. дипломатичних представництв. У нараді взяли участь міністр фінансів Х.Барановський, посол УНР в Австрії Г.Сидоренко, в. о. голови укр. посольства в Німеччині Р.Смаль-Стоцький, голови дипломатичних місій у Швейцарії (М.Василько), Чехословаччині (М.Славинський), Великій Британії (А.Марголін), Нідерландах і Бельгії (А.Яковлів), Греції (М.Левицький), Угорщині (М.Ґалаґан), члени укр. делегації на Паризькій мирній конференції С.Шелухин та О.Шульгін, колиш. посол УНР в Італії Д.Антонович. Ключовим питанням наради стало обговорення українсько-польс. договору, яке відбувалося за відсутності секретарів і стенографістів. Більшість учасників наради погодилися з тезою про необхідність зберегти самостійність України навіть ціною втрати її соборності. Другим важливим висновком наради стало констатування потреби у збереженні укр. армії та посиленні пропагандистської діяльності дипломатичних представництв як засобу ствердження укр. ідеї. Відтак в ухвалі наради до гол. завдань укр. дипломатії було зараховано інформаційну діяльність. Бурхливу дискусію викликало питання фінансування діяльності дипломатичних представництв і скорочення штатів місій. Під час обговорення вперше було порушено питання про запровадження інституту почесних консулів та призначення послів за сумісництвом у двох д-вах. Розглядалося й питання про створення нац. к-ту "для оборони українських інтересів за кордоном". Учасники наради схвалили "українську орієнтацію" діяльності дипломатичних представництв у складних політ. реаліях того часу.